# Royal Jordanian Falcons
Royal Jordanian Falcons (arabsky الصقور الملكية الأردنية; česky Jordánští královští sokoli) je národní letecký akrobatický tým Jordánského království, který byl založen dne 7. listopadu 1978 na příkaz tehdejšího krále Husajna I. Skupina nejprve létala na dvoupolšnících Pitts Special, roku 1992 pak přešla na vrtulové stroje Walter Extra EA300 a od roku 2007 používá jeho modernější verzi Extra 300L. Domovským letištěm Jordánských královských sokolů je v současnosti Mezinárodní letiště krále Husajna ve městě Akaba. Ačkoli tým RFJ vlastní celkem pět letounů, k letovým ukázkám používá jen čtyři, přičemž pátý stroj složí jen jako rezervní pro případ poruchy.
Tento tým funguje na bázi vojensko-civilní spolupráce Jordánského královského letectva a Jordánských královských aerolinií. Piloti jsou vybíráni z řad letectva na tří- až čtyřleté období, přičemž po celou tuto dobu skupina obvykle sestává z pěti pilotů a tří techniků. Samotná letadla jsou ovšem ve vlastnictví zmíněných aerolinií, které zajišťují jejich údržbu.
Hlavním cílem RJF je propagace jordánské kultury na mezinárodním poli a stěžejním prvkem jejich přehlídkového programu jsou akrobatické lety v těsné formaci, k nimž divákům na zemi hraje reprodukovaná orientální hudba. Jordánští královští sokoli se pravidelně účastní leteckých dnů v Evropě, Severní Americe, Asii a Severní Africe, v České republice byli k vidění v roce 2010 na letecké přehlídce Czech International Air Fest.

## Piloti v sezóně 2011
- Jamil Zayyad (vedoucí letec)
- Abdel Hameed (levé křídlo)
- Shadi Al Arabi (pravé křídlo)
- Nofan Alghrair (sólový letec)
- Raed Ejailat (trenér)
- Mohammad Ma'abreh (rezervní pilot)